# مرتضی تمدن
مرتضی تمدن دهکردی (زاده ۱۳۳۸ در شهرکرد) سیاست‌مدار ایرانی است که در دوره هفتم مجلس شورای اسلامی به‌عنوان نماینده شهرکرد در مجلس حضور داشت. وی در دولت دهم و از ۱۴ مهر ۱۳۸۷ تا ۱۷ شهریور ۱۳۹۲، استاندار تهران بود.
۱۸ مهر ۱۳۹۰ اتحادیه اروپا، مرتضی تمدن را به دلیل نقش در نقض گسترده و شدید حقوق شهروندان ایرانی تحریم کرد  ۲خرداد ۱۳۹۳ وزارت خزانه‌داری ایالات متحده آمریکا وی را به دلیل نقض حقوق بشر مورد تحریم قرار داد.

## سوابق
مرتضی تمدن پیش‌تر مدیرکل صدا و سیمای استان‌های قم و خراسان بود. پس از مجلس هفتم، با پایان دوره نمایندگی خود از سوی محمود احمدی‌نژاد به عنوان مشاور اقتصادی‌اش برگزیده شد. وی هم‌چنین سابقه معاونت حقوقی و امور مجلس و استان‌ها در وزارت صنایع و معادن را داراست. تمدن از سال ۱۳۸۷ تا ۱۷ شهریور ۱۳۹۲ (بیش از ۵ سال) بعنوان استاندار تهران مشغول به کار بود. او همچنین سابقه فعالیت در جهاد سازندگی استان چهارمحال بختیاری (از  ۱۳۵۸ تا ۱۳۶۲) سازمان تبلیغات اسلامی در سال ۱۳۶۲، فرمانداری شهرستان فارسان از ۱۳۶۲ تا ۱۳۶۵، ریاست سازمان آب استان چهارمحال بختیاری از ۱۳۶۵ تا ۱۳۷۲ و مدیرکل فرهنگ و ارشاد اسلامی آن استان از سال ۱۳۷۲ تا ۱۳۷۶ را در کارنامه خود دارد.
تمدن از جمله محبوب ترين استانداران در استان تهران است كه بعد از گذشت بيش از يك دهه از مسووليت او در استانداري تهران همچنان مورد توجه مردم در شهرستان هاي استان تهران است.

## تحریم
در ۱۸ مهر ۱۳۹۰ اتحادیه اروپا، مرتضی تمدن را به دلیل نقش در نقض گسترده و شدید حقوق شهروندان ایرانی تحریم کرد بر اساس بیانیه اتحادیه اروپا، تمدن به عنوان استاندار تهران در سرکوب اعتراضات به نتایج انتخابات ریاست جمهوری سال ۱۳۸۸ مسئول است.
در دوم خرداد ۱۳۹۳ وزارت خزانه‌داری ایالات متحده آمریکا نیز تمدن را به دلیل نقض حقوق بشر مورد تحریم قرار داد. بر طبق بیانیه این وزارتخانه در جریان اعتراضات به نتایج انتخابات ریاست جمهوری سال ۱۳۸۸، مرتضی تمدن در مقام استاندار تهران از قدرت خود برای  ایجاد محدودیت در آزادی بیان و آزادی تجمعات شهروندان استفاده کرد. مسئولیت در آزار میرحسین موسوی و مهدی کروبی، رهبران مخالفان سیاسی و قطع ارتباطات تلفن‌های همراه در جریان این اعتراضات از دیگر دلایلی است که برای تحریم مرتضی تمدن در این بیانیه عنوان شده است. به دلیل تحریم شدن تمدن از سوی اتحادیه اروپا و همچنین وزارت خزانه داری آمریکا، وی امکان ورود به کشورهای عضو اتحادیه اروپا و همچنین آمریکا را ندارد و دارایی‌های احتمالی وی نیز در این کشورها توقیف می‌شود.